# 装甲救济车

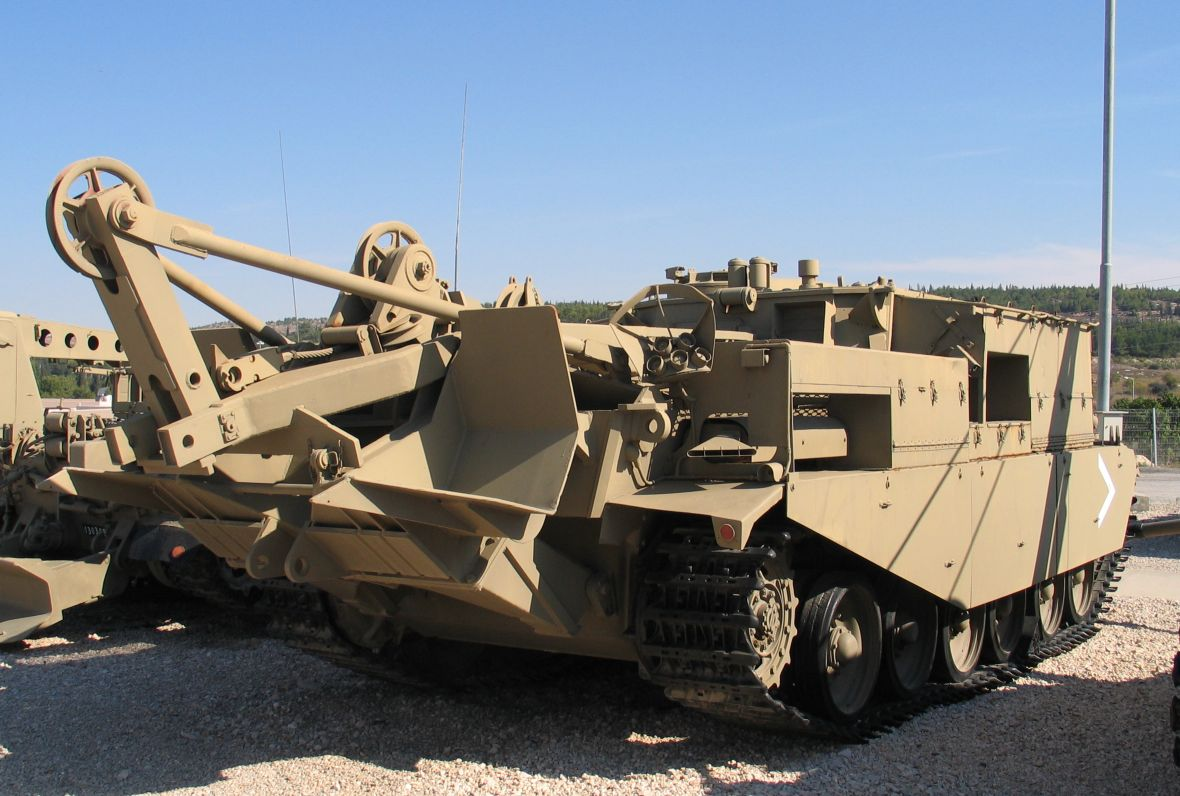
百夫長裝甲救濟車Mk II

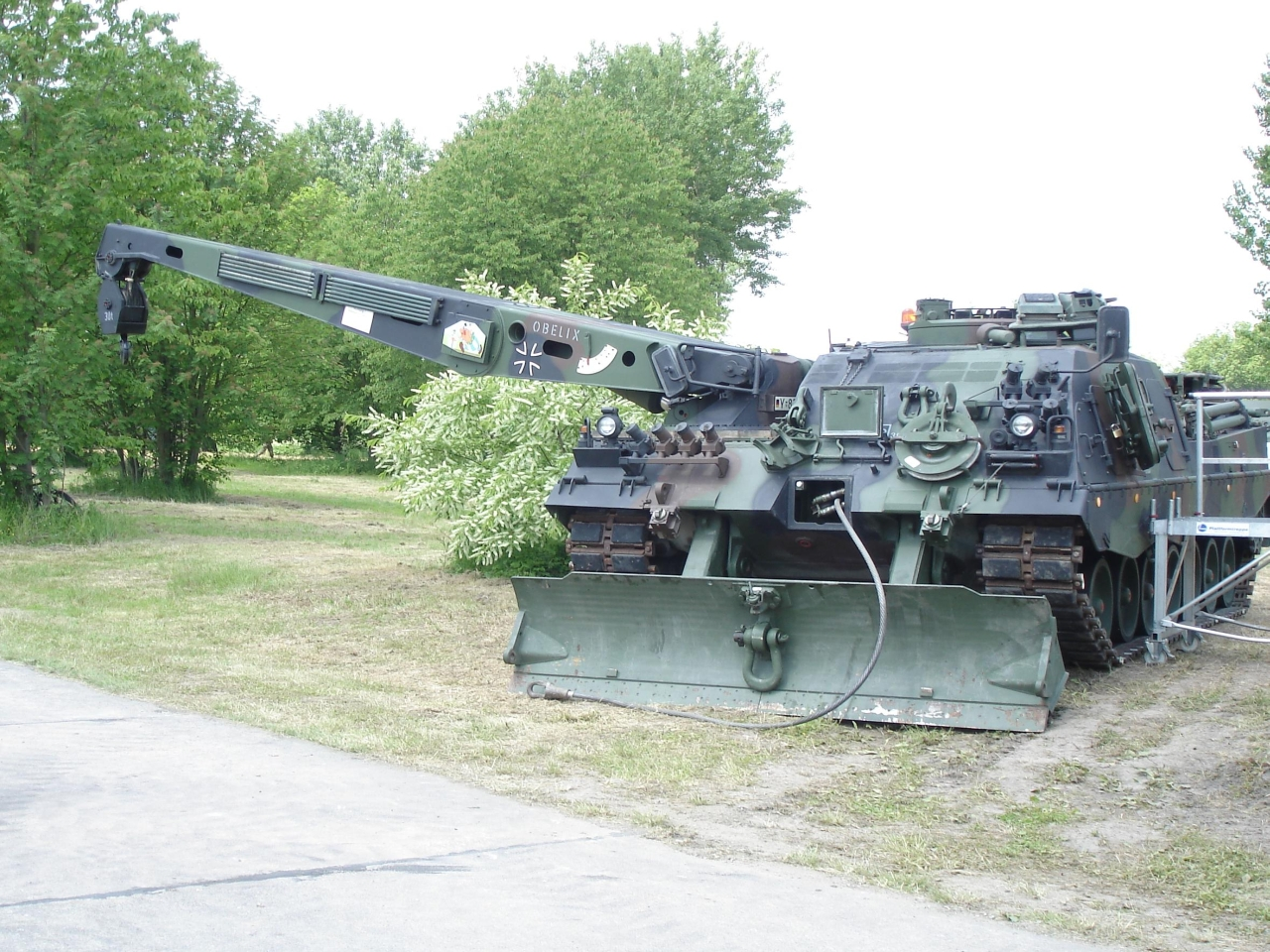
德國的BPz3 「Büffel」

裝甲救濟車（英語：armoured recovery vehicle，简称），或称裝甲搶救車，是指在戰場上救濟及修理被破壞或失去動力的裝甲車輛的車輛。
大部份裝甲救濟車通常以戰車底盤改裝而成，以戰車改裝成的裝甲救濟車主要修理同級重量的戰車，亦有以裝甲戰鬥車輛（多數是裝甲運兵車）改裝作維修同級車輛。

## 發展歷史
世界上第一架裝甲救濟車出現二戰時期，以一架廢棄的戰車拆除砲塔並加裝了重型吊臂、絞盤及維修工具而成。其後因為戰場需求提高，一些兵工廠以全新的戰車底盤來生產，並設計了可配合維修工具的特制車殼及可吊起戰車引擎的專用吊臂。二戰後，各國多以他們的主力戰車改裝成裝甲救濟車，並且加裝了推土嵼、油泵，甚至可攜帶後備引擎。